# Дитяча смертність
Дитяча смертність — смертність серед дітей віком до 5 років. Цей показник істотно залежить від бідності та рівня медичного обслуговування. Серед країн він варіює (станом на 2008 рік) від 2 (смертей на 1000 дітей) в Ліхтенштейні та Сан-Марино до 257 в Афганістані та 220 в Анголі. Україна посідає проміжне місце із 16 смертями.
За даними ВООЗ у 2018 році приблизно 6,2 мільйона дітей та підлітків у віці до 15 років померли, в основному від причин, яких можна було запобігти. З них смертність 5,3 млн припала за перші 5 років, майже половина - на перший місяць життя дитини.
Провідними причинами смерті дітей до 5 років є передчасні ускладнення при народженні, пневмонія, асфіксія при народженні, вроджені аномалії, діарея та малярія. Майже половина цих смертей - у новонароджених. Більш ніж половині таких випадків ранньої смерті дитини можна запобігти або їх можна лікувати простими доступними втручаннями, такими як імунізація, належне харчування, безпечна вода, їжа та відповідний догляд за потребою кваліфікованого лікаря.
Діти в країнах Африки на південь від Сахари в більш ніж 15 разів частіше помирають у віці до 5 років, ніж діти у країнах з високим рівнем доходу.
Значний глобальний прогрес був досягнутий у зменшенні смертності дітей з 1990 року. Загальна кількість смертей у віці до 5 років у світі зменшилася з 12,6 млн у 1990 р. до 5,3 млн у 2018 р. В середньому 15 000 дітей до 5 років помирають щодня у порівнянні з 34 000 в 1990 р. Починаючи з 1990 року, загальний рівень смертності молодших за 5 років знизився на 59%, з 93 смертей на 1000 живонароджених у 1990 році до 39 у 2018 році. Це еквівалентно 1 на 11 дітей, які померли у 1990 році, у порівнянні з 1 на 26 у 2018 році.

## Вроджені аномалії у дітей
За оцінками, 303 000 новонароджених щорічно помирають протягом 4 тижнів від народження через вроджені аномалії. Вроджені аномалії можуть сприяти тривалій втраті працездатності, що може мати значний вплив на людей, сім’ї, системи охорони здоров’я та суспільства.
Найпоширеніші, важкі вроджені аномалії - вади серця, дефекти нервової трубки та синдром Дауна. Хоча вроджені аномалії можуть бути наслідком одного або декількох генетичних, інфекційних, харчових чи екологічних факторів, часто важко визначити точні причини.
Деяким вродженим аномаліям можна запобігти. Вакцинація, адекватне споживання фолієвої кислоти або йоду через збагачення основними продуктами харчування або харчовими добавками та адекватна антенатальна допомога - лише 3 приклади методів профілактики.
Вроджені аномалії є важливими причинами смерті немовлят та дітей, хронічних захворювань та інвалідності. Через резолюцію про вроджені вади 73 Всесвітньої асамблеї охорони здоров’я (2010 р.) Держави-члени погодилися сприяти первинній профілактиці та покращенню здоров'я дітей із вродженими аномаліями шляхом:
- розробки та зміцнення систем реєстрації та спостереження
- розвитку експертизи та нарощування потенціалу
- посилення досліджень з етіології, діагностики та профілактики
- сприяння міжнародному співробітництву. [3]